# Geul van Ossehoek
De Geul van Ossehoek is een betonde vaargeul in het Grevelingenmeer in de provincies  Zeeland en Zuid-Holland. De Geul van Ossehoek loopt ongeveer noordwest-zuidoost van het Springersdiep naar de hoofdvaargeul Grevelingen ongeveer 290 m noordoost van de  Kabbelaarsbank, en is 1,8 km lang.
Het water is zout en heeft geen getij.
De vaargeul Geul van Ossehoek is te gebruiken voor schepen van CEMT-klasse III. De diepte is −7,5 tot −5,0 meter t.o.v. het meerpeil. Ongeveer 70 meter naar het noordoosten ligt het recreatie-eilandje Ossehoek. De geul sluit in het noordwesten aan bij de jachthaven van Port Zélande.
De Geul van Ossehoek ligt in het Natura 2000-gebied Grevelingen.